# Tasso (Graffitikünstler)

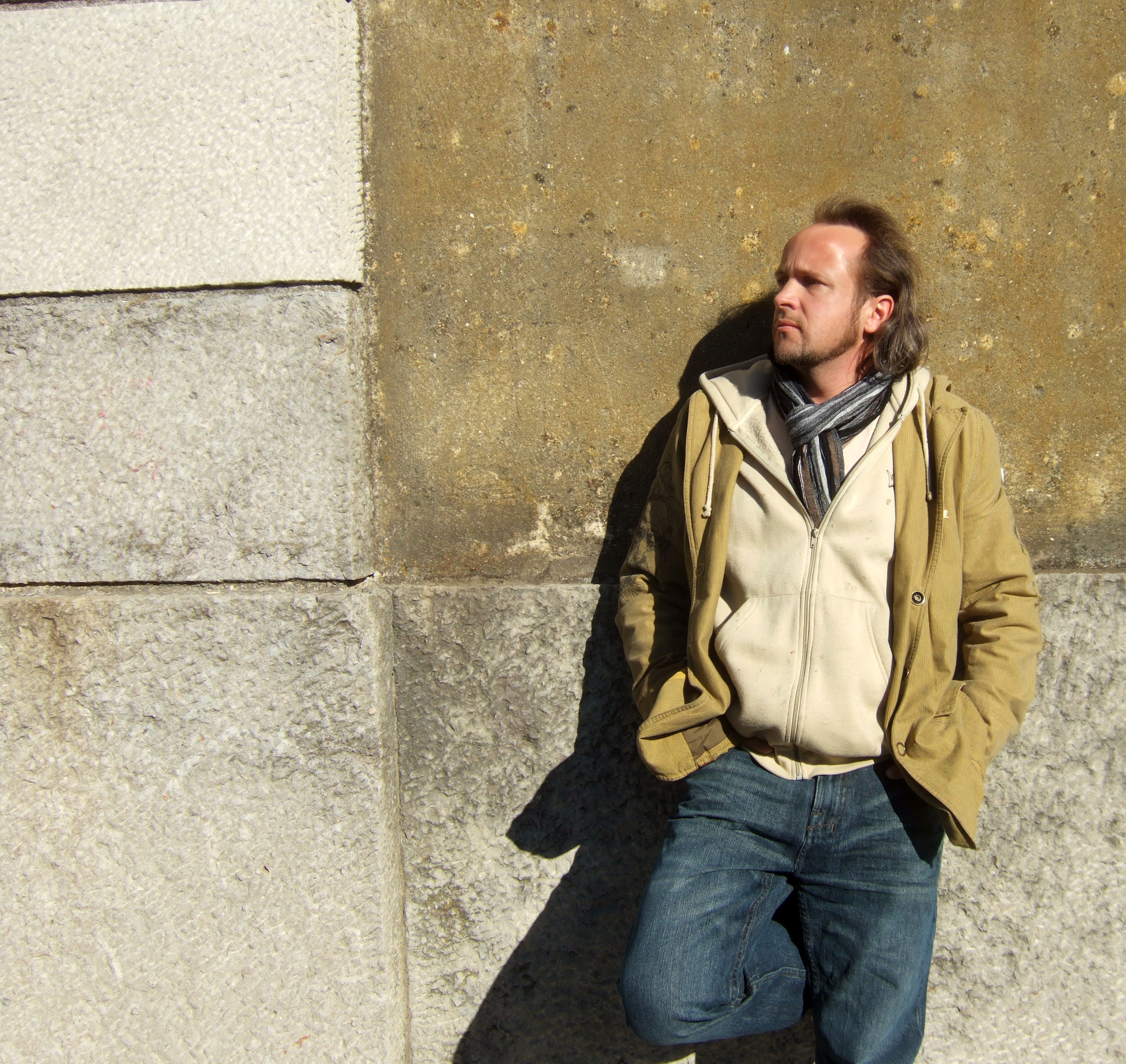
TASSO

TASSO, bürgerlich Jens Müller (* 23. Juli 1966 in Meerane) ist ein deutscher Graffiti-Künstler.

## Leben
Er erhielt von 1973 bis 1983 seine allgemeine Schulbildung. Der Film Wild Style löste Mitte der 1980er Jahre erste Faszinationen für Graffiti aus. 1991 schuf er ein erstes illegales Graffitibild unter dem Pseudonym „GESHWAY“. 1991–1999 hatte er verschiedene Jobs, u. a. als Kommissionierer und im Bauwesen. 1994 schritt er in die Legalität und erhielt erste Aufträge als Künstler. Im Jahr 1996 bekam er Kontakt zu anderen Sprayern und Anschluss an die Szene. Es folgte eine Erweiterung der Techniken mit Dose, Öl, Airbrush auf verschiedenen Untergründen und Veröffentlichung einiger Arbeiten in den Büchern der Reihe Graffiti-Art beim Schwarzkopf & Schwarzkopf Verlag, Bände 8, 9, 11 sowie Namenseintrag im Großen Graffiti Lexikon.
Ab 2000 machte er sich selbständig als freiberuflicher Künstler mit Auftragsarbeiten auf Leinwand und Hausfassade. 2001 erfolgte eine Gründung der Künstlergruppe „Ma‘ Claim“. 2002 hatte er einen Graffiti Hauptact beim „Splash Meeting of Styles“ Kopenhagen und Malmö, und bei der Gestaltung des Bühnenhintergrundes beim „Planet Rock“ in den Niederlanden. In den Jahren von 2003 bis 2005 war er Jurymitglied bei der Graffiti-Weltmeisterschaft Write4Gold, welche in Moskau, Athen und Warschau stattfand. 2006 erfolgte die Veröffentlichung des Buches Ma'Claim – Finest Photorealistic Graffiti. 2007 kam es zum Zusammenschluss mit ehemaligen Praktikanten unter dem Namen „TASSO & GO…!“, um gemeinsam verstärkt große Fassaden zu gestalten.
TASSO hat seine künstlerischen Spuren insgesamt in 30 Ländern hinterlassen. Er hat weltweit Ausstellungen in Kunsthallen gezeigt, unter anderem in Spanien, Italien, England, Indien oder Südafrika. TASSO entwickelte die Idee für das Projekt IBUg (Industriebrachenumgestaltung) in Meerane und gilt als Gründer des mittlerweile international bekannten Kunstfestivals, was seit 2006 jährlich stattfindet. TASSO verewigte sich nicht nur auf Leinwänden, sondern typischerweise aufgrund seiner Heimatverbundenheit auch auf Wänden und Häuserfassaden seiner Heimatstadt Meerane und dem Umland. Beispiele sind am Bahnhof Hohenstein-Ernstthal und dem neuen Bahnhof Meerane.

## Stilrichtung & Technik
TASSO begann seine Graffiti-Technik mit typischen Schriftzügen (Style-Writing) und Figuren (Characters). Recht zügig im Verlauf der Jahre entwickelte und perfektionierte er das sogenannte Graffoto, das fotorealistische Arbeiten mit der Spraydose, sowohl auf Außenfassaden, als auch zunehmend auf Leinwänden.
Ab ca. 2011 beschäftigt sich TASSO mit der Bildenden Kunst abseits der Street-Art und entwickelte eine eigene zeitgenössische Position, in der die Spraydose und das dazugehörige künstlerische Selbstverständnis eine eher untergeordnete Rolle spielen. Durch Techniken wie Drippings (ähnlich der Tropf-Technik Jackson Pollocks) unterwandert der Künstler die Unmittelbarkeit des erprobten Fotorealismus. Neben Landschaften finden sich narrative Bilder sowie Pop-Art und surreale Poesie. Gegenständliche Motive lösen sich in der Abstraktion und der Einfluss der Street Art bleibt stets spürbar.

## Bildergalerie

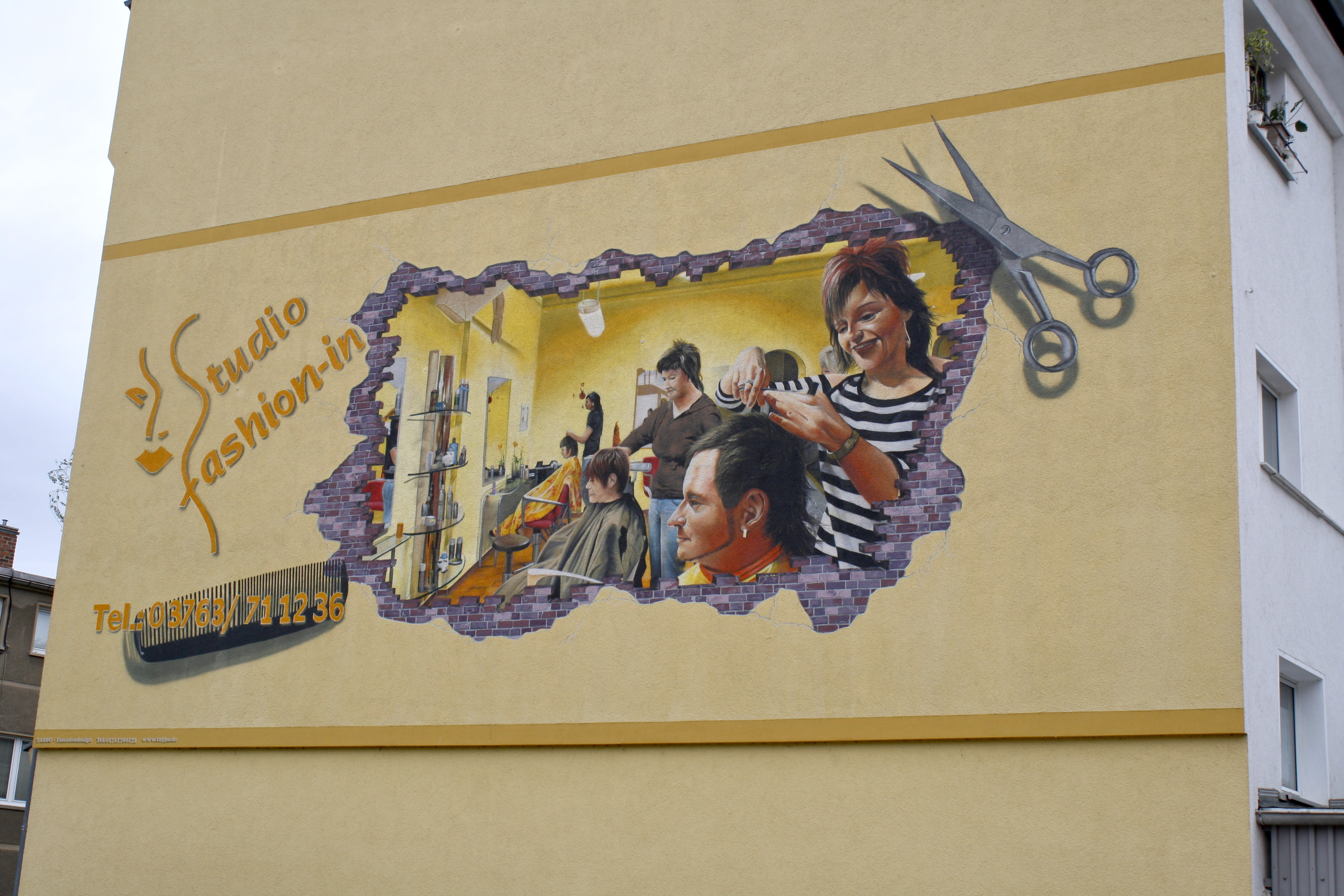
TASSO Fassaden-Graffiti
- Friseursalon
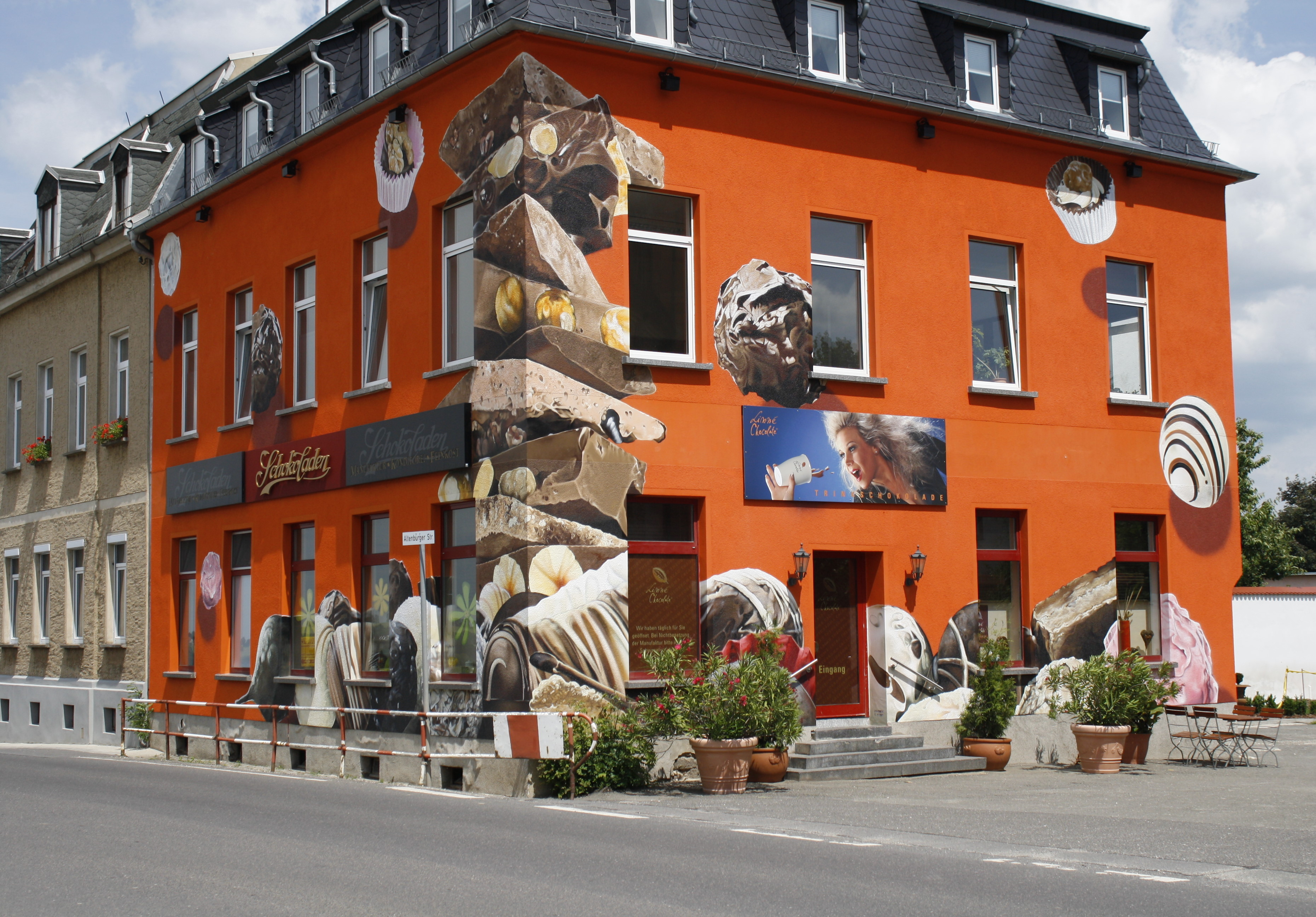
TASSO Fassaden-Graffiti
- Schokoladen
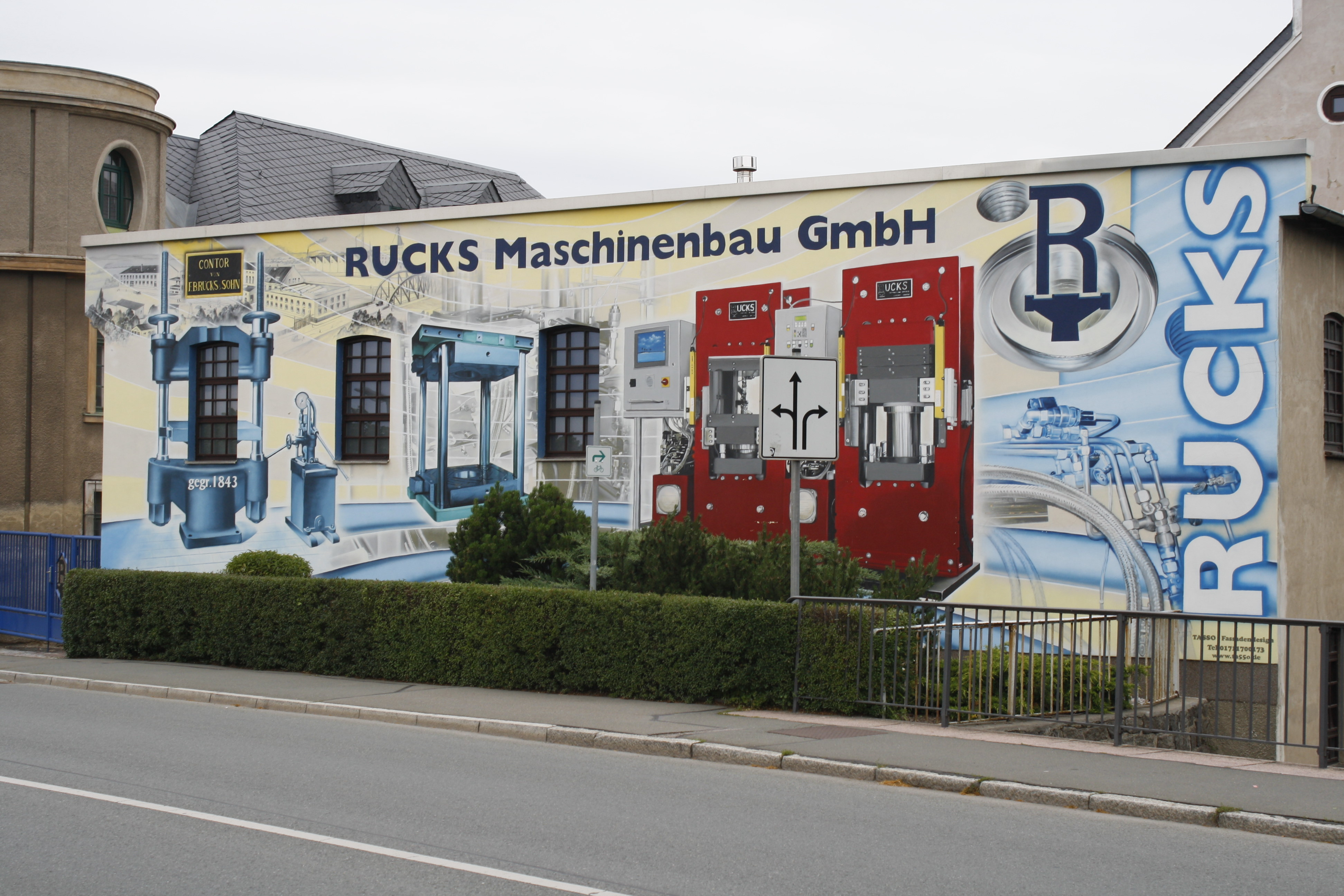
TASSO Fassaden-Graffiti
- Maschinenbau
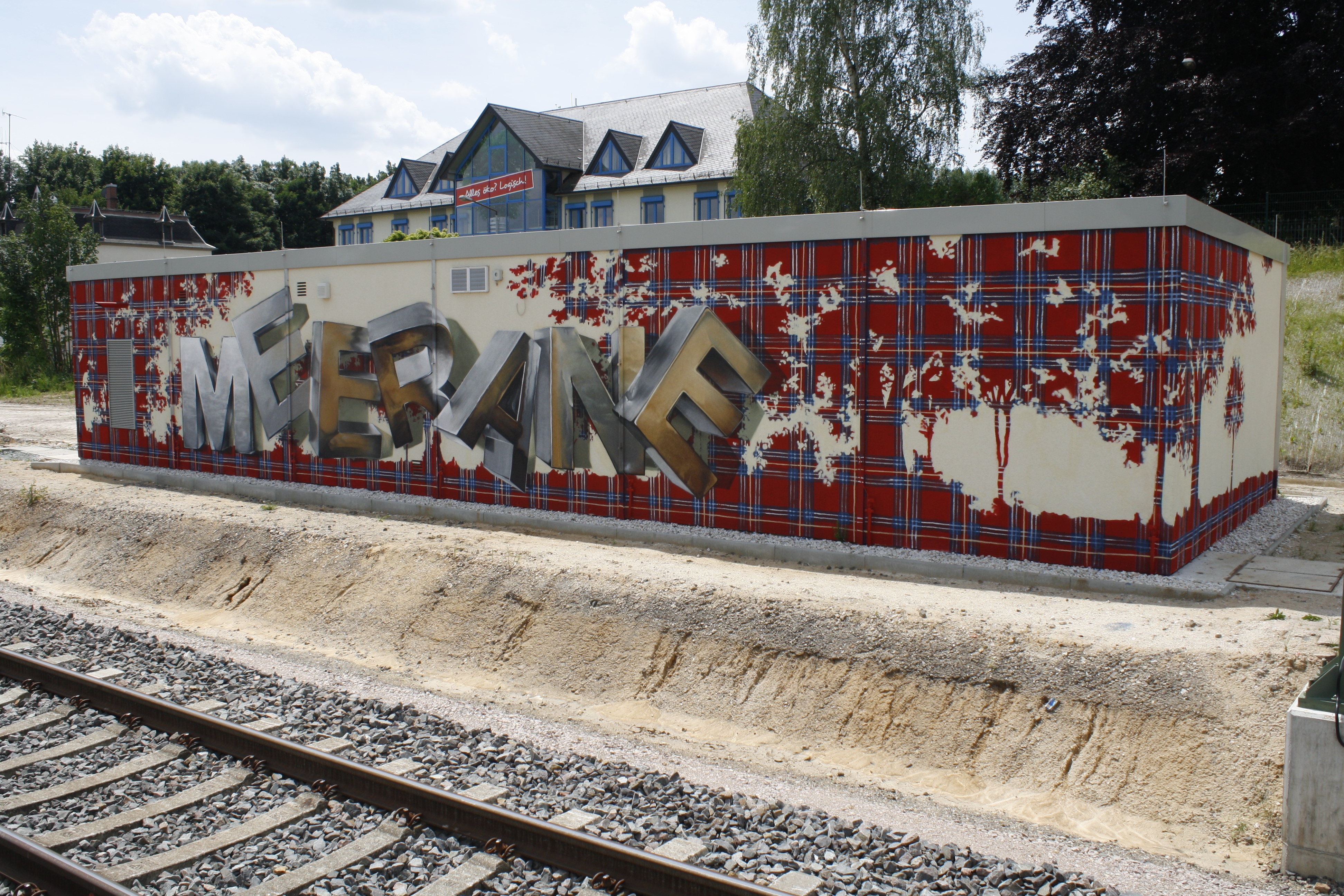
TASSO Fassaden-Graffiti
- Bahnhof
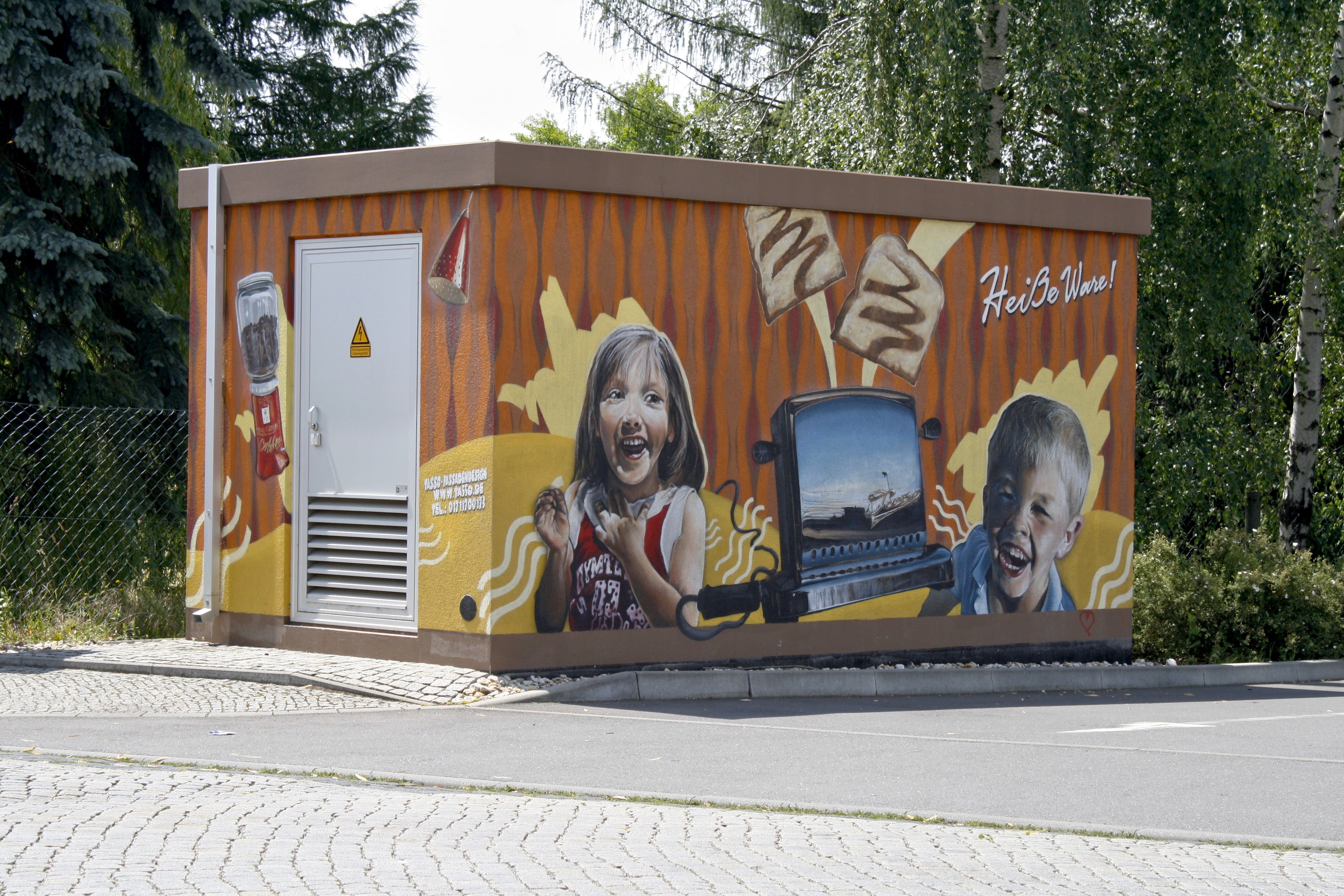
TASSO Fassaden-Graffiti
- Trafo-Station

## Ausstellungen und Ausstellungsbeteiligungen
- „Graffiti und andere Schmierereien“, Stadthalle Meerane/Sachsen/Deutschland, 6. September – 15. Oktober 1996.
- „Graffiti Art Chemnitz“, Bürgerhalle im Moritzhof Chemnitz, 1. September – 22. September 1999.
- „1000 Meter“, Teilnahme an der längsten Graffitiwand der Welt in Großenhain, 29./30. April 2000.
- „Die Götter von Rügen“, Teilnahme am 700 m² großen Wandbildes, Kunsthof Gut Dargast, 16.–22. Juli 2000.
- „TASSO“, 1. Einzelausstellung im Hotel Meerane/Sachsen/Deutschland, 22. März 2002.
- „GraffArt & more“, Gruppenausstellung in der Galerie des Kunstvereins Gera, Thüringen, Deutschland, 9.–24. November 2002.
- „Palais des Beaux-Arts de Charleroi“ 2003.
- „World Spray“ Milano/Italien 6./7. März 2004.
- „Never ending Story“, Goethe-Institut Athen/Griechenland
- Ma`Claim-Gruppenausstellung + Herakut, Kunsthaus Schmalkalden, 21. September – 31. Oktober 2007.
- „Concreto“ Gruppenausstellung mit Ma`Claim, Mexiko-Stadt/Mexiko 24. Oktober – 31. Dezember 2008.
- „EXPO 2010“ Gruppenausstellung Red Town, Shanghai/China 19. Mai 2010.
- „Temporary Art“ Gruppenausstellung 53 Art Gallery, Guangzhou/China 29. Mai 2010.
- „AbriSS verboten!“ Gruppenausstellung der IBUg-Künstler, Galerie ART IN, Meerane 12. Januar – 13. März 2011.
- „Outside in – Inside out“ Gruppenausstellung Galerie Vitrine, Luzern/Schweiz 7. April – 1. Mai 2011.
- „City of Gold“ Gruppenausstellung, Johannesburg/Südafrika 17.–21. April 2012.
- „Ein Leben nach der Dose“ Einzelausstellung, Galerie ART IN, Meerane, 9. Januar – 10. März 2013
- „Leipzig Young Contemporary, ArtWalk Park 2013“, Gruppenausstellung, Clara-Zetkin-Park, Leipzig,   5. September – 3. Oktober 2013
- „Ein Leben nach der Dose“ Einzelausstellung, Galerie ART IN, Meerane, 2013
- Affordable Art Fair Hamburg 2013, activeART Gallery, Hamburg, 2013
- „In your Face-3“ – Gruppenausstellung – Augsburg, 2013
- Leipzig Young Contemporary, ArtWalk – Park 2014, Clara-Zetkin-Park, Leipzig, 2014
- „Test the new TASSO!“ – ALINA-Galerie, Chemnitz, 2015
- UrbanArt Biennale 2015, Völklingen/ Saarbrücken, 2015
- „Street Art“ Gruppenausstellung – Galerie Mauritiushof Bad Zurzach, Switzerland, 2015
- „Schädel - Ikone. Mythos. Kult“ – Völklinger Hütte, Völklingen, 2015
- Designers’ Open 2015, activeART Gallery, Leipzig, 2015
- Affordable Art Fair Amsterdam 2015, activeART Gallery, Amsterdam/Niederlande, 2015
- Affordable Art Fair Hamburg 2015, activeART Gallery, Hamburg, 2015
- „Fauxpas“ – Galerie Auerswalde, Lichtenau, 2015
- „Am Ende fehlt doch immer was“ activeART / KTR Galerie, Leipzig, 2016
- UrbanArt Biennale 2017, Völklingen/ Saarbrücken, 2017

## Aufenthalte, Jams, Life Performances
2002
- Wallstreetmeeting Wiesbaden – Bühnenbild fürs „Battle of the Year“ – Bühnenbild „Planet Rock“ Eindhoven/Niederlande – „SPLASH!“ Chemnitz/Sachsen/Deutschland

2003
- „Meeting of Styles“ Lodz/Polen, Antwerpen/Belgien, Charleroi/Belgien
- „Write 4 Gold“ Düsseldorf, Hamburg, Dresden, München /Deutschland
- „SPLASH!“ Chemnitz/Sachsen/Deutschland

2004
- „Write 4 Gold“ Warschau/Polen, Moskau/Russland, Kleipeda/Litauen
- „AerosolArt“ Gran Canaria/Spanien
- „SPLASH!“ Chemnitz/Sachsen/Deutschland
- „24h-Galerie“ Regensburg/Deutschland
- „Das Fest“ Erfurt/Thüringen/Deutschland
- „World Spray“ Mailand/Italien

2005
- Sheffield/GB, Brno/Tschechien,
- „Write 4 Gold“ Athen/Griechenland
- „24h-Galerie“ Regensburg/Bayern/Deutschland

2006
- Workshops bei boesner Wien, Graz/Austria
- „24h-Galerie“ Regensburg/Bayern/Deutschland
- „LoveBox-Festival“ London/England

2007
- „Evolving Styles“ London/England
- Workshops bei boesner Wien, Graz/Austria

2008
- „Writing my Name“ Kiew/Ukraine, Eindhoven, Vlissingen/Niederlande, Mexiko-Stadt/Mexiko
- Fashionweek „Bread&Butter“ Barcelona/Spanien

2009
- JazzFestival Vercelli/Italien
- „Writing my Name“ Klaipėda/Litauen

2010
- EXPO, Red Town, 53 Art Gallery – Shanghai und Guangzhou/China
- „Gold of the Streets“ Bremen/Deutschland

2011
- Alexandria + Kairo/Ägypten
- Graffiti at the German Ambassy in Delhi + „Mood Indigo“ in Mumbai/Indien

2012
- 17.–21. April 2012 „City of Gold“, Johannesburg/Südafrika
- 3.–5. Mai 2012 Madrid/Spanien

## Presse/Publikationen
- Freie Presse, 4. Januar 2009: freiepresse.de: Sprühkunst auf Leinwand
- Freie Presse, 19. April 2011: freiepresse.de: Seine Kunst bleibt unberechenbar
- Freie Presse, 8. Dezember 2011: freiepresse.de: Tunnelgraffiti sollen Sprayer fernhalten
- Freie Presse, 24. April 2012: freiepresse.de: Giebel bekommt bunten Blickfang

## Filme
- YouTube, 23. Dezember 2009: Maclaim in Berlin, vom 11. – 13. Dezember 2009, Akut, Rusk, Case, TASSO bemalten eine 25 Meter hohe Brandwand in Berlin - Mitte, Torstrasse 230
- YouTube, 21. Februar 2012: Kunst gegen Vandalismus in Hohenstein-Ernstthal, TASSO Graffiti-Künstler Bahnhof Hohenstein-Ernstthal
- Sachsen Fernsehen, 24. April 2012: Graffiti-Kunst gegen graue Fassaden